# Delias gabia
Delias gabia är en fjärilsart som först beskrevs av Jean Baptiste Boisduval 1832.  Delias gabia ingår i släktet Delias och familjen vitfjärilar. Inga underarter finns listade i Catalogue of Life.